# يا مريم (رواية)
يا مريم رواية عراقية للكاتب سنان أنطون صدرت عام 2012 عن دار الجمل ورشحت ضمن القائمة القصيرة لجائزة البوكر العربية لعام 2013.

## القصة
رؤيتان متناقضتان لشخصيتين من عائلة عراقية مسيحية٬ تجمعهما ظروف البلد تحت سقف واحد في بغداد. يوسف٬ رجل وحيد في خريف العمر٬ يرفض أن يترك البيت الذي بناه٬ وعاش فيه نصف قرن٬ ليهاجر. يظل متشبثا بخيوط الأمل وبذكريات ماض سعيد حيّ في ذاكرته. مها٬ شابة عصف العنف الطائفي بحياتها٬ فشرد عائلتها وفرقها عنهم لتعيش لاجئة في بلدها٬ ونزيلة في بيت يوسف. تنتظر مع زوجها موعد الهجرة عن وطن لا تشعر أنه يريدها. تدور أحداث الرواية في يوم واحد٬ تتقاطع فيه سرديات الذاكرة الفردية والجماعية مع الواقع٬ ويصطدم فيه الأمل بالقدر٬ عندما يغيّر حدث حياة الشخصيتين إلى الأبد. تثير الرواية أسئلة جريئة وصعبة عن وضع الأقليات في العراق٬ إذ تبحث إحدى شخصياتها عن عراق كان٬ بينما تحاول الأخرى الهرب من عراق الآن.

## وصلات خارجية
- الرواية في موقع جائزة البوكر
- الرواية في موقع جودريدز